# Philippe Le Valois, marchese di Villette-Mursay
Philippe Le Valois, marchese di Villette-Mursay (Poitou, 1632 – Parigi, 25 dicembre 1707), è stato un ammiraglio francese.

## Biografia
Philippe Le Valois, marchese di Villette-Mursay, nacque al Castello di Mursay, presso Poitou, in Normandia da Benjamin Le Valois, marchese di Villette (1582–1661), tenente generale del Bas-Poitou — una carica ereditata da suo figlio alla sua morte —, e di sua moglie Louise Arthémise d’Aubigné, signora di Mursay. Era nipote inoltre di Agrippa d'Aubigné. Françoise d'Aubigné, la futura marchesa di Maintenon e seconda moglie di Luigi XIV era pertanto sua cugina. Cresciuto al castello di Mursay, venne allevato con fede calvinista.

### La carriera nella marina reale francese
Dopo un inizio nell'esercito di terra, dove raggiunse il grado di capitano di un reggimento di fanteria, il marchese di Villette-Mursay si trovò sprovvisto di incarichi e per questo nel 1668 si ritirò nel suo castello di Mursay. Egli sollecitò quindi la sua celebre cugina a trovargli un impiego ed una posizione introducendolo a corte, raccomandandolo al ministro della guerra Louvois. Malgrado questo la marchesa entrerà nelle grazie del re solo dal 1669 e pertanto nulla poté fare del cugino sino alla fine del 1674 quando la sua posizione verrà definitivamente consolidata. Fu per questo motivo che il giovane Philippe decise di entrare nella marina reale francese, allora amministrata dal marchese di Seignelay, figlio del grande Colbert.

#### La guerra franco-olandese
Il 12 marzo 1672, con lo scoppio della guerra olandese, venne promosso capitano di vascello ed il 7 giugno di quello stesso anno prese parte alla Battaglia di Solebay, al largo dell'Inghilterra, come comandante in seconda del vascello di terzo rango Le Fort, sotto gli ordini di monsieur de Blenac. Nel 1674 ricevette il comando del vascello L'Apollon col quale si gettò in imprese nel Mediterraneo.

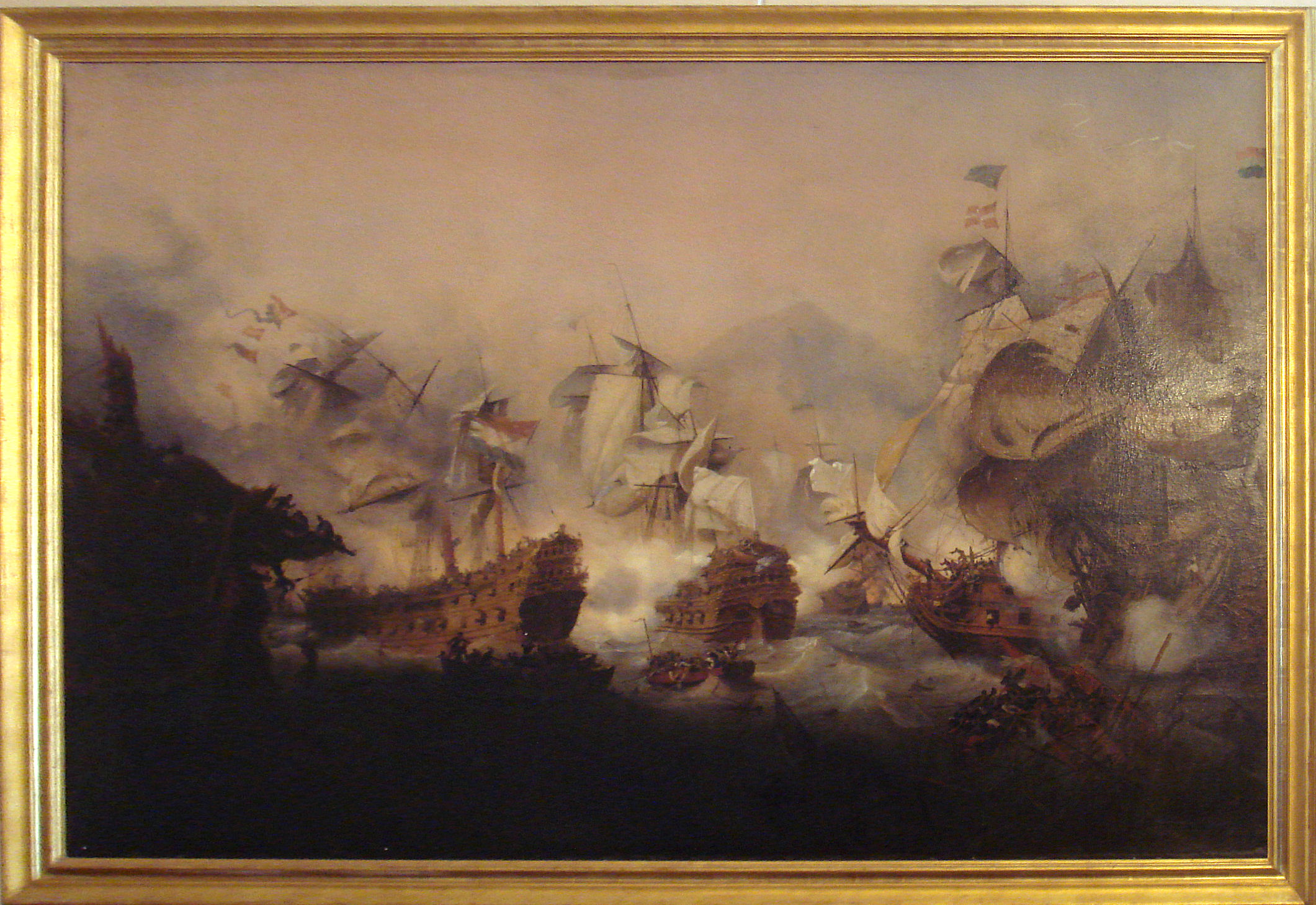
La battaglia d'Agosta, il 22 aprile 1676, olio su tela di Ambroise Louis Garneray

Si distinse, al comando de L'Assuré (56 cannoni), l'8 gennaio 1676 nella Battaglia di Alicudi contro l'ammiraglio olandese Michiel de Ruyter, nell'avanguardia francese comandata dal marchese di Preuilly d'Humière. Nella relazione del combattimento che il cavaliere di Valbelle inviò al ministro della marina, il 27 gennaio 1676, troviamo scritto: 
 Ritrovò la flotta olandese di Ruyter qualche mese più tardi, al largo di Agosta dove combatté sotto l'ammiraglio Duquesne, protestante come lui. Nel corso di questa battaglia, Ruyter venne mortalmente ferito e morirà qualche giorno più tardi- Il 2 giugno 1676, presenziò alla Battaglia di Palermo al comando sempre de L'Assuré.
L'anno successivo, nel 1677, una flotta posta agli ordini dell'ammiraglio d'Estrées raggiunse le Antille. Villette-Mursay comandava Le Henri in quella flotta. Il 3 marzo, attaccò l'isola olandese di Tobago, difesa da una squadra di Jacob Binckes. L'attacco si concluse con un fallimento. In quello stesso anno prese una nave corsara inglese.
Tornata la pace nel 1680, giunse nel Mar dei Caraibi al comando del vascello Les Jeux, 36 cannoni, della flotta di Jean II d'Estrées. Al suo ritorno in Francia nel marzo del 1681, furioso, apprese che i suoi figli si erano convertiti al cattolicesimo sotto l'influenza di Madame de Maintenon a Versailles, il 9 novembre del 1680, mentre lui decise di rimanere protestante, fatto che nuocerà alla sua carriera futura. Riprese la via del mare al comando de L'Excellent e prese parte al secondo bombardamento di Algeri nel 1683.
Infine, la pressione esercitata su di lui dal re e dai suoi ministri che il Villette-Mursay finì per convertirsi anch'egli al cristianesimo a Niort, il 20 dicembre 1685, poco tempo dopo la proclamazione dell'Editto di Fontainebleau che revocò l'Editto di Nantes autorizzato da Enrico IV nel 1598 ed aboliva la tolleranza religiosa in Francia. Questa conversione avrà conseguenze immediate sul suo avanzamento di carriera: il 2 gennaio 1686 venne promosso capo quadra in Provenza e tenente generale il 1 novembre 1689. Nel frattempo comandò la nave Le Bourbon e poi L’Éclatant ed una divisione navale sotto il comando di Tourville.

#### Guerra della Lega d'Augusta
Con lo scoppio della Guerra della Lega d'Augusta, ottenne il comando del vascello Le Conquérant, 70 cannoni, e di una squadra nella Battaglia di capo Béveziers, il 10 luglio 1690, combattimento nel corso del quale prese nove o dieci bastimenti olandesi..

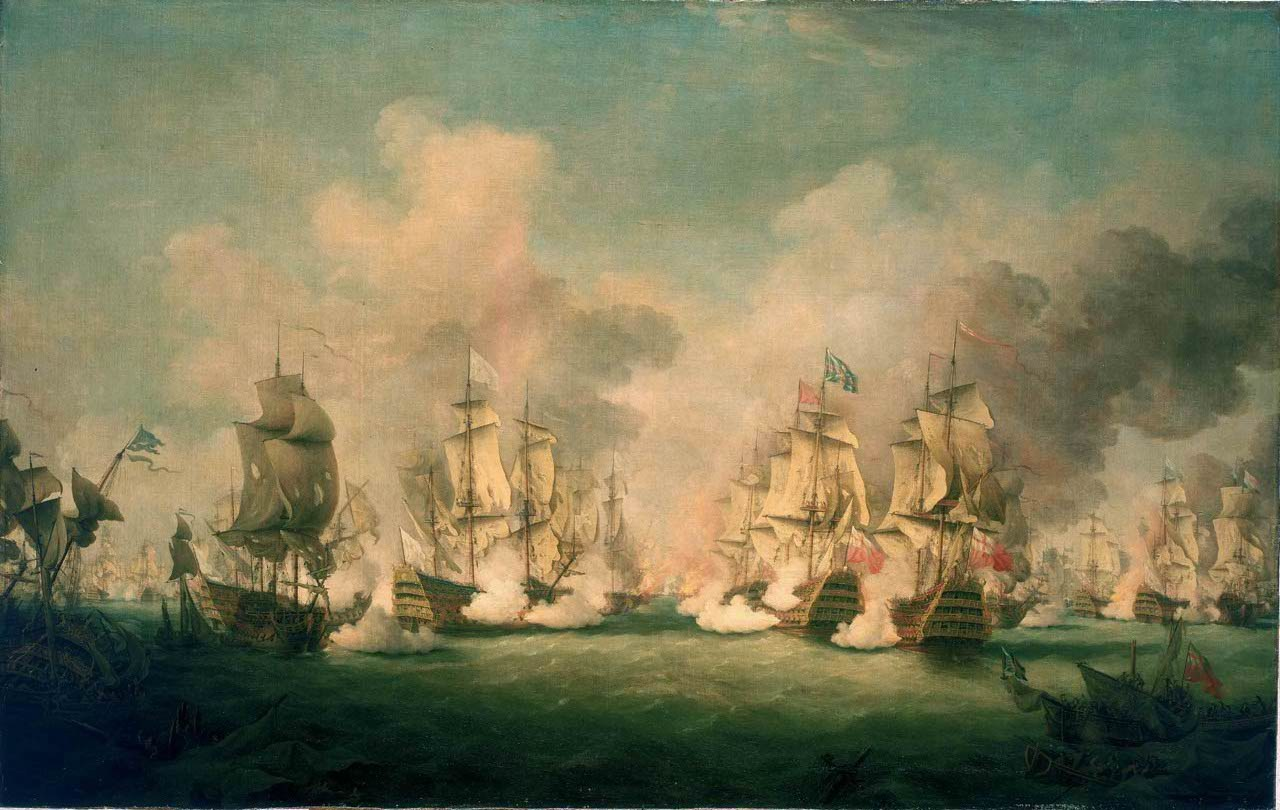
La battaglia di Le Hague in un dipinto di Richard Paton

Alla Battaglia di Barfleur-La Hogue, il 29 maggio 1692, comandò col grado di vice ammiraglio una squadra di sei vascelli: L'Ambitieux, Le Courageux, La Couronne, Le Maure, Le Henri e Le Fort. Si distinse nella protezione della nave Soleil Royal, la nave ammiraglia sulla quale si trovava Tourville, attaccata in contemporanea da quattro vascegli inglesi, ma venne obbligato a lasciar bruciare L'Ambitieux, 92 cannoni, e Le Fort, 58 cannoni, per evitare la loro cattura. Durante il combattimento, danneggiò pesantemente la Royal Sovreign comandata dall'ammiraglio Delaval. L'anno successivo prese parte alla cattura di un convoglio inglese proveniente da Smirne al largo di Lagos, in Portogallo, sotto gli ordini del maresciallo di Tourville.
Il 1 aprile 1697, ricevette la croce di commendatore dell'Ordine di San Luigi ed una pensione annua di 4000 livres, liberatasi per la morte del tenente generale Jean Gabaret.
Il 17 settembre 1698, Philippe Le Valois cedette la signoria di Mursay a suo nipote Jean de Saint-Hermine.

#### La guerra di successione spagnola
L'ultimo suo combattimento fu la Battaglia navale di Vélez-Malaga, il 24 agosto 1704, nel corso della quale comandò, sotto gli ordini del conte di Tolosa, l'avanguardia della flotta francese ed affrontò Cloudesley Shovell. Il vascello di Villette-Mursay, Le Fier, si trovò accerchiato da quattro vascelli inglesi che presto provocarono un incendio a bordo dove rimasero uccisi o feriti oltre cento marinai dell'equipaggio, ma riuscirono al fine a salvarsi.
Il marchese di Villette-Mursay morì nel suo hôtel particulier in rue de Bourbon, a Parigi, il 25 dicembre 1707. Venne sepolto il 27 dicembre nella Chiesa di Saint-Sulpice.

## Matrimonio e figli
Il 31 luglio 1662, sposò Marie-Anne Hippolyte de Châteauneuf, figlia di Gaspard de Châteauneuf, seignore di Dillay e d'Ardin, con la quale ebbe quattro figli: 
- Constance, che sposò nel 1724 Jean-Baptiste, marchese di Montmorin-Saint Hérem
- Philippe II (1667–1706), marchese di Villette-Mursay, sposò nel 1695 Marie-Louise Le Moyne de Villiers. Venne ucciso nell'Assedio di Torino. Abiurò alla sua fede ugonotta all'età di 14 anni a Versailles il 9 novembre 1680
- Henri-Benjamin (1670–1692), sposò Madeleine de Beaumont de Gibaud, morì per le ferite riportate durante la Battaglia di Steinkerque;
- Marthe-Marguerite (1672–1729), marchesa di Caylus, sposò nel 1686 Anne, conte di Caylus.

Vedovo, si risposò il 3 aprile 1695 con Marie-Claire Des Champs de Marcilly, la quale dopo la sua morte nel 1718 si risposò col politico e filosofo inglese Henri Saint Jean, visconte di Bolingbroke.

## Stemma
| Image | Stemma |
| ----- | --- |
|       | Philippe Le Valois Marchese di Villette-Mursay D'azzurro allo scaglione d'oro accompagnato da tre crescenti d'argento. Al capo del medesimo caricato di tre rose di rosso. |